# Luxanimation
LuxAnimation est une société de production d'animation, créée en 2002 par Lilian Eche et Ariane Payen à Doncols (Luxembourg). Depuis leur départ en 2008, sa direction est assurée par Eric Anselin.
Elle participe à des projets de séries TV et de films de cinéma de la pré-production à la post-production. Avec une quarantaine de réalisations de 2002 à 2011, LuxAnimation est devenue un partenaire de production d’envergure internationale sur des films d'animation comme Chasseurs de dragons, Renaissance, ou Nine et sur des séries TV comme Skyland, Franklin, Galactik Football, Mikido Millenium Kids, The Large Family ou Di-Gata Defenders.
Depuis septembre 2006, Luxanimation est un des partenaires du groupe MoonScoop.